# منصف (شراب)
المنصف هو المطبوخ من ماء العنب حتى ذهب نصفه، فحكمه حكم الباذق.